# 緒方汐音
緒方 汐音（おがた しおね、1988年10月3日 - ）は、日本の女子プロボクサー。大阪府泉南市出身。大阪国際大学人間科学部スポーツ行動学科卒業。ハラダボクシングジムでプロデビュー後、ワイルドビートボクシングスポーツジム、寝屋川石田ボクシングクラブを経て、KWORLD3ボクシングジムに所属していたが、2023年10月契約解除。第2代WBO女子アジア太平洋ライトフライ級王者。第6代OPBF女子東洋太平洋ライトフライ級王者。

## 来歴
日ノ本学園高等学校でサッカー選手として活躍後、大阪国際大学では同女子サッカー部のインカレ初出場に貢献するが、怪我などの影響でフットサルに転向後、元プロボクサーの指導者と出会い、アマチュアのジムでボクシングを始める。
卒業後の2011年11月、プロテスト合格。
2012年4月13日、大阪府立体育会館第二競技場にて玉森麻保（エディタウンゼント）戦でプロデビューも判定負け。
9月16日、浜本瑠美子（ワイルドビート）戦でプロ3戦目で初勝利。
しかし、その後は3連敗を喫し、2014年6月20日、8戦目で2勝目。6連勝をマーク。
2017年3月13日、初の後楽園ホールで矢吹純（協栄）と対戦も判定負けで連勝ストップ。
9月30日、KBSホールにて東洋太平洋ミニフライ級王者で後のIBF女子世界アトム級王者花形冴美と対戦、判定を制して現役チャンピオンから金星を挙げる。
2018年2月11日、 フィリピン・マニラにてフロイピック・モンテロとのWBA女子アジアライトフライ級王座決定戦に挑み3-0の判定で勝利し敵地で初タイトル獲得。
9月2日、寝屋川市立市民会館にて塙英理加（UNITED）とのWBO女子アジア太平洋ライトフライ級王座決定戦に挑み3-0の判定で勝利し2冠目獲得。
2019年4月14日、チャリマエ・サルバドール（ フィリピン）とのOPBF女子東洋太平洋ライトフライ級王座決定戦に挑み、5回2分57秒で勝利し東洋太平洋王座獲得。
2021年4月4日、堺市産業振興センターイベントホールにて天海ツナミが持つWBO女子世界ライトフライ級王座に挑戦するも、2回にダウン奪われるなど0-3（89-100×3）の判定負けで王座獲得に失敗した。
2021年12月16日、メキシコ遠征でRosa Olveraと対戦するが、8回判定で敗れる。
2022年11月27日、大阪・176BOXにて元OPBF東洋太平洋女子ミニマム級王者葉月さなと対戦。2-0判定で勝利し再起を果たした。
2023年6月10日、エディオンアリーナ大阪第二競技場にて元日本女子フライ級王者池本夢実と対戦したが、0-3判定で敗戦。

## 戦績
- プロ：12勝 3KO 9敗 1分

## 獲得タイトル
- WBA女子アジアライトフライ級王座
- 第2代WBO女子アジア太平洋ライトフライ級王座（防衛0=返上）
- 第6代OPBF女子東洋太平洋ライトフライ級王座（防衛0=返上）